# Flingor

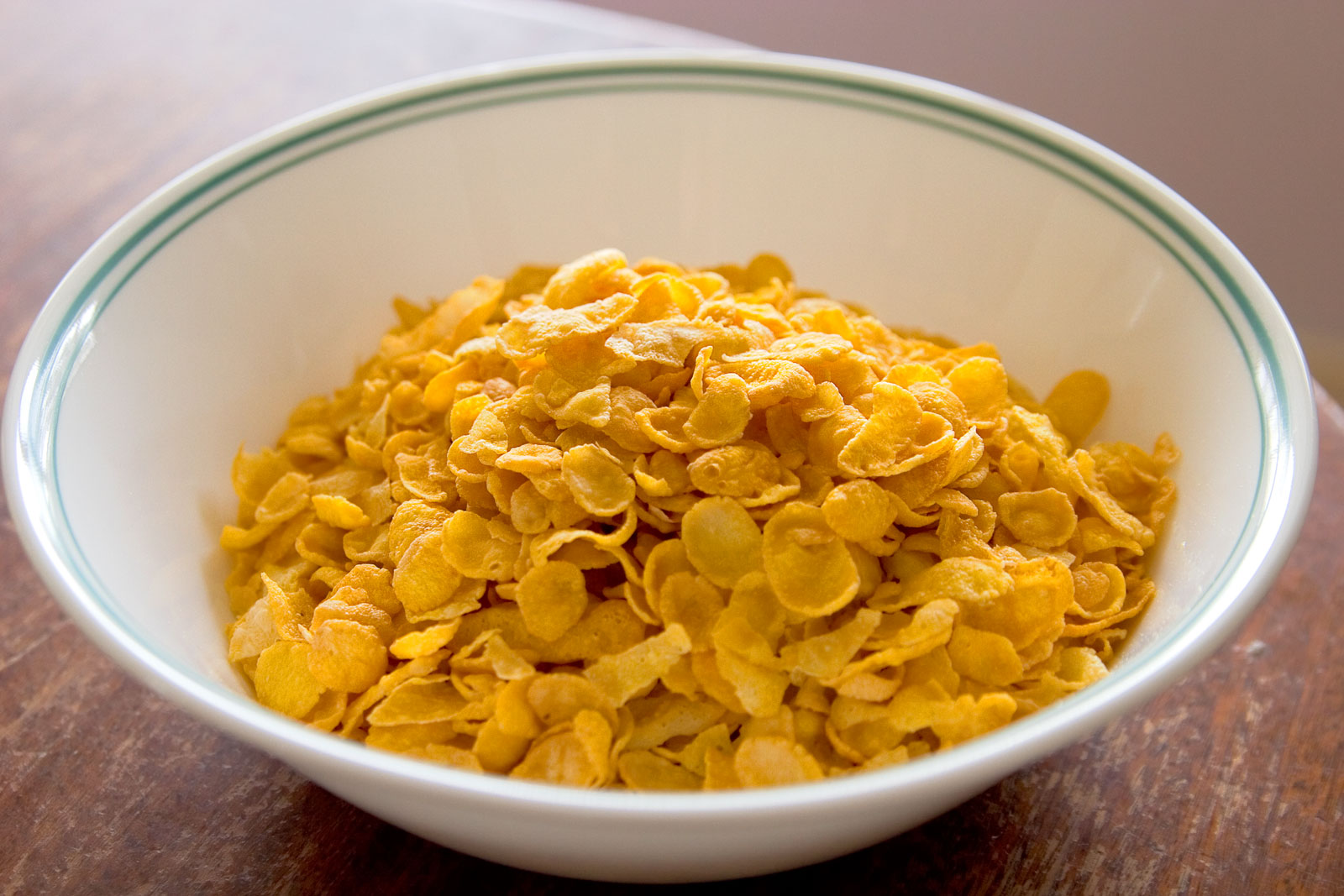
En skål med majsflingor.

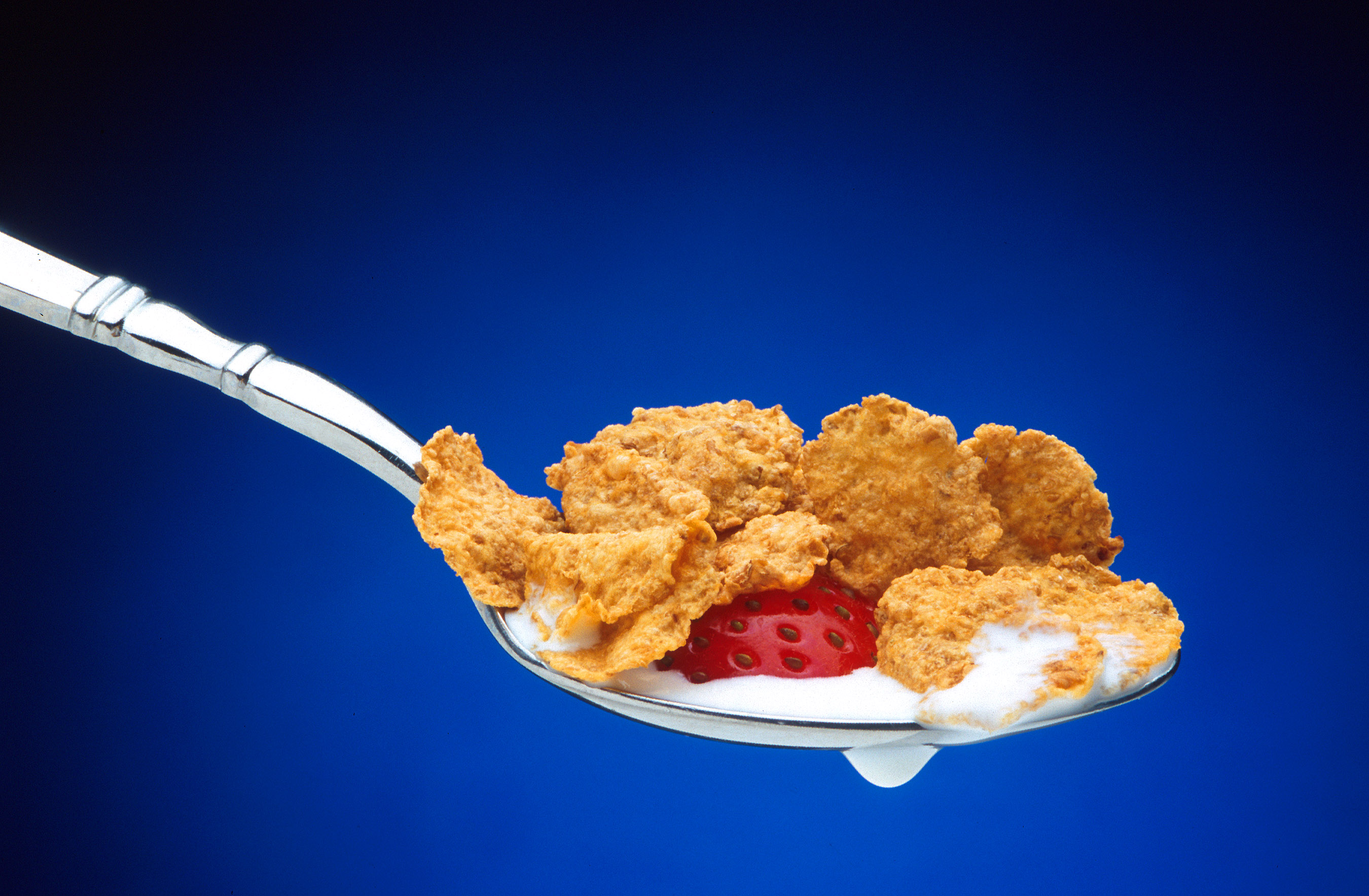
En sked med flingor, mjölk och en bit av en jordgubbe.

Flingor eller frukostflingor, är en vanlig måltid som äts vid frukost eller som mellanmål. Flingor tillverkas av olika sädesslag och äts vanligen med mjölk, fil eller yoghurt, och ibland samman med sylt, socker, fruktbitar, bär eller honung.

## Müsli
Müsli är en blandning av bland annat olika grynsorter som havregryn, kornflingor, rågflingor, veteflingor samt torkad frukt och nötter. Denna variant av frukostflingor kommer från Schweiz. Müsli smaksätts ofta med socker, honung och/eller kanel. 

## Exempel på flingor och varumärken
- Majsflingor/Cornflakes
- Kalaspuffar
- Special-K